# 아이오니 스카이
아이오니 스카이(Ione Skye, 1970년 9월 4일 ~ )는 영국, 미국의 배우이다.

## 출연 작품
- XOXO (2016)
- 디어 엘리너 (2016)
- 몬스터즈 (2015)
- 하이 스쿨 포제션 (2014)
- 리턴 투 바빌론 (2013)
- 어 시크릿 프로미스 (2009)
- 조디악 (2007)
- 래더 이펙트 (2006)
- 날 미치게 하는 남자 (2005)
- 드라이 사이클 (2003)
- 하지만 나는 치어리더예요 (1999)
- 원 나잇 스탠드 (1997)
- 잠들 수 없는 밤 (1996)
- 포 룸 (1995)
- 여죄수 감옥 (1994)
- 쉐드와 트루디 (1992)
- 건크레이지 (1992)
- 웨인즈 월드 (1992)
- 실수로 태어난 여자 (1991)
- 레이첼 페이퍼스 (1989)
- 금지된 사랑 (1989)
- 지미의 사춘기 (1988)
- 외계인의 반란 (1987)
- 키아누리브스의리버스엣지 (1986)